# Überleiter Reitwein
Der Überleiter Reitwein ist ein Bauwerk im Oderdeich in der Gemeinde Reitwein im Landkreis Märkisch-Oderland (Brandenburg), das dazu dient, Wasser aus der Oder in das Gewässersystem des Oderbruches überzuleiten. Der Überleiter wurde in den Jahren 2002 und 2003 im Zuge der Sanierung der Oderdeiche als Ersatz für eine Heberleitung neu gebaut.
Diese Oderwasserüberleitung ist eine von zwei Anlagen im Oderbruch. Die Zweite wurde in Kienitz errichtet. Betreiber der Anlagen ist das Landesumweltamt Brandenburg.
Anstelle des früheren Heberprinzips ist mit dem neuen Überleiter eine vom Oderwasserstand unabhängig regulierbare Wasserzuführung möglich. Auch bei Niedrigwasser der Oder kann eine stabile Wassereinspeisung gewährleistet werden. So kann in Trockenperioden Oderwasser in das Gewässersystem des Oderbruches eingeleitet werden, wo sich zahlreiche Beregnungsanlagen für den Gemüseanbau befinden. Im Oderbruch wurden 2007 noch ca. 1.500 Hektar Ackerland für den Gemüseanbau beregnet. Damals waren die Landwirtschaft Golzow Betriebs-GmbH (Rittergut Golzow) und die Agrargenossenschaft Odega Groß Neuendorf eG mit jeweils 400 bis 500 Hektar die größten Nutzer. Beide Unternehmen sind heute (2024) Teil der Odega Gruppe, die selbst keinen Gemüseanbau mehr betreibt.